# 圣梅达尔 (德塞夫勒省)
圣梅达尔（法語：Saint-Médard，法語發音：[sɛ̃ medaʁ]）是法国德塞夫勒省的一个旧市镇，属于尼奥尔区。2019年，圣梅达尔并入市镇贝勒河畔塞勒。

## 地理
圣梅达尔（46°12'46"N, 0°16'43"W）面积4.13 平方千米，位于法国新阿基坦大区德塞夫勒省，该省份为法国西部内陆省份，北起曼恩-卢瓦尔省，西接旺代省，南至夏朗德省和滨海夏朗德省，东临维埃纳省。
与圣梅达尔接壤的市镇（或旧市镇、城区）包括：布吕兰、贝勒河畔塞勒、佩里涅、圣布朗迪娜。
圣梅达尔的时区为UTC+01:00、UTC+02:00（夏令时）。

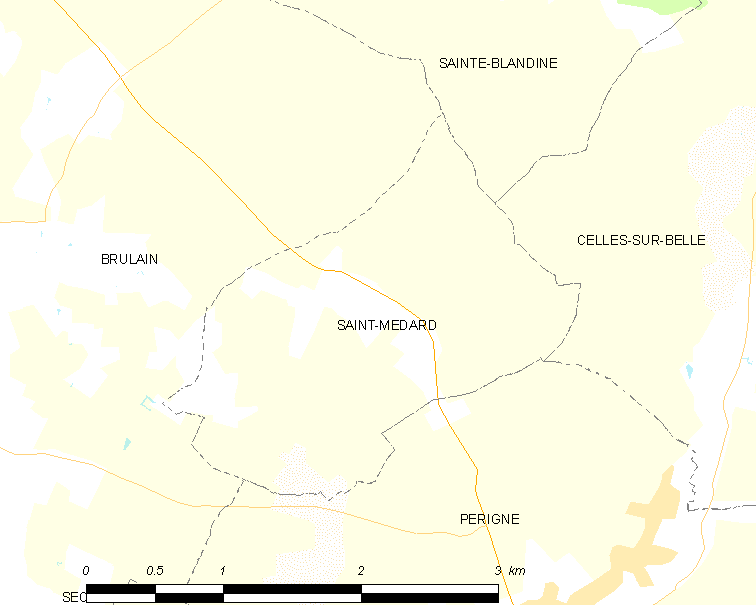
圣梅达尔的OSM定位图

## 行政
圣梅达尔的邮政编码为79370，INSEE市镇编码为79282。

## 政治
圣梅达尔所属的省级选区为贝勒河畔塞勒县。

## 人口

1962-2008年间圣梅达尔人口变化图示

圣梅达尔于2018年1月1日时的人口数量为106人。